# Daniel Husband
Daniel Husband (* 10. Oktober 1978 in Memphis, Tennessee) ist ein Baseballtrainer und Baseballspieler. Mit den Buchbinder Legionären wurde er 2008 Deutscher Meister.

## Leben

### Karriere als Spieler
Daniel Husband begann im Alter von 4 Jahren Baseball zu spielen. Er wurde bis zur High School von seinem Vater Paul Husband trainiert. Mit 14 Jahren spielte er Short Stop im High School Team.
Daniel Husband spielte 2007 für den Baseballclub in Tranås (Gemeinde) und in Südafrika sowie 2008 und 2009 für die Regensburg Legionäre.

### Karriere als Trainer
Im Jahre 2011 war Daniel Husband Trainer für Gauting Indians, von 2012 bis 2016 für die Deggendorf Dragons. Im Jahre 2016 war Daniel Husband Hitting Coach der Schwedischen Nationalmannschaft und 2017 Trainer der Mannheim Tornados. Von August 2020 bis August 2021 war er Trainer der Ulm Falcons.